# Lissy Arna
Lissy Arna, o Lissi Arna (nata Elisabeth Arndt) (Berlino, 20 dicembre 1900 – Berlino, 22 gennaio 1964), è stata un'attrice tedesca.

## Biografia
Dal 1920 al 1922, fu sposata con il regista Hanns Schwarz.

## Filmografia
- Lissys Flimmerkur, regia di Rudi Bach (1919)
- Taumel, regia di Hubert Moest (1919)
- Abenteuer im Nachtexpreß, regia di Harry Piel (1925)
- Wenn der junge Wein blüht , regia di Carl Wilhelm (1927)
- Giftgas, regia di Michail Dubson (1929)
- Valanga umana (Hjärtats triumf), regia di Gustaf Molander  (1929)
- Kinder der Straße, regia di Carl Boese (1929)
- Der Zinker, regia di Karl Forest, Martin Frič e Carl Lamac (1931)
- Um eine Nasenlänge, regia di Johannes Guter (1931)
- La prigioniera di Sidney (Zu neuen Ufern), regia di Detlef Sierck (Douglas Sirk) (1937)
- Bandiera gialla (Die gelbe Flagge), regia di Gerhard Lamprecht (1937)